# 藤野蒼生
藤野 蒼生（ふじの あおい、2010年5月27日 - ）は、日本の子役。

## 略歴
3歳より～13歳まで劇団ひまわりに所属する
テレビドラマ『絶対零度 (テレビドラマ)』（2018年）、歌舞伎舞台『佐倉義民伝』（2019年）などに出演。祖母は占い師 『藤野観如』

## 人物
特技は、ダンス、サッカー、バレーボール

## 出演

### テレビドラマ
- 監獄のお姫様（テレビドラマ）（2017年10月17日から12月19日、TBSテレビ（幼稚園児役）[2]
- 絶対零度 (テレビドラマ)（2018年7月9日～9月10日、フジテレビ） - 東堂定春（幼少） 役[3]
- 逆転人生（2021年5月31日（月)放送、日本放送協会|NHK） - 折茂武彦さん（幼少期） 役[4]

### ラジオドラマ
- マイライフ・アズ・ア・ドッグ (2021年 FMシアター） - 充役[5]

### テレビアニメ
- RE-MAIN（2021年、テレビ朝日系列「NUMAnimation」）- 少年A[6]
- 無限の住人-IMMORTAL-（2019年、Amazon Prime Video）-挿入歌 「ころころ･ろーりん」[7]

### 映画アニメ
- スポンジ・ボブ: スポンジ・オン・ザ・ラン（2020年、Netflix）‐スポンジボブ幼少期[8]

### 吹き替え
- 失くした体（2019年、Netflix） - ナオフェル（主人公　少年時代） 役[9]
- マンダロリアン（2019年、Disney+）‐子供役
- Go! Go! Cory Carson (NetflixオリジナルTV番組の一覧)（2019年、Netflix） - ファンボーイ　役　[10]
- フォーキーのコレって何?（2020年、Disney+） - お豆3兄弟　長男役[11]
- HAWAII FIVE-0(2020年、AXN　シーズン１０‐５話)-トゥンデ役[12]
- 海外アニメ オバケの町（2021年、Netflix）- コルトン　役[13]
- ワッフルとモチ（2021年、Netflix）[14]
- クリスマスとよばれた男の子（2021年、Netflix）- モップ　役[15]
- うみうみだいすき!（2022年、Netflix）- サメのボビー 役[16]
- ステップ～最高の一歩～Best Foot Forword（2022年、Apple TV+）- イーライ 役[17]
- ぼくケルプ ～うみのユニコーン～（2023年、Netflix）-　クルス役[18]

### 舞台
- 「佐倉義民伝」（2019年、前進座） - 徳松 役[注 1][19]
- 「近松心中物語」（2021年、(神奈川芸術劇場（KAAT）） [20]
- 「ハーメルンの笛吹き男」（2022年、シアター代官山）- チョコロ役） [21]
- ブルーシャトルプロデュース『織田信長』（2023年2月24日 - 27日、伝承ホール / 3月9日 - 12日、ナレッジシアター）- 奇妙丸 役[22]

### CM
- フジ・コーポレーション　タイヤはフジ CM 「他で買ってからフジを見ると一生後悔する」篇（2019年11月‐2020年12月）お客様役[23]
- バンダイ 魚ギョッと釣りグミ 「夢幻の白海」篇（2021年11月 - ）男の子役[24]

### MV
- 杵屋佐喜　長唄新曲食べ物シリーズ第2弾「コロッケの唄」Dance.ver（2023年3月）[26]

### ウェブムービー
- GMO ブランドイメージムービー（子ども役）[28]

### その他
- 劇団ひまわり『Dance Connection 2018 -Incredibles-』でぃめんしょんで参加[29]
- 劇団ひまわり『Dance Connection 2019』-でぃめんしょん 予告-[30]
- 劇団ひまわり『Dance Connection 2019 -To Be-』-でぃめんしょん 一部公開-[31]
- 劇団ひまわり『Dance Connection 2019 -To Be-』-第二部- 特別公開でぃめんしょんで参加[32]
- 劇団ひまわり『Dance Connection 2020』一部を特別公開ｰでぃめんしょんで参加[33]
- 劇団ひまわり『Dance Connection 2021 -ASTROBOY-』-第1部- 特別公開[34]
- ミスターモデルプレス　FINAL 読者モデルオーディション　オフライン最終面談進出 [35]